# Ausblasen

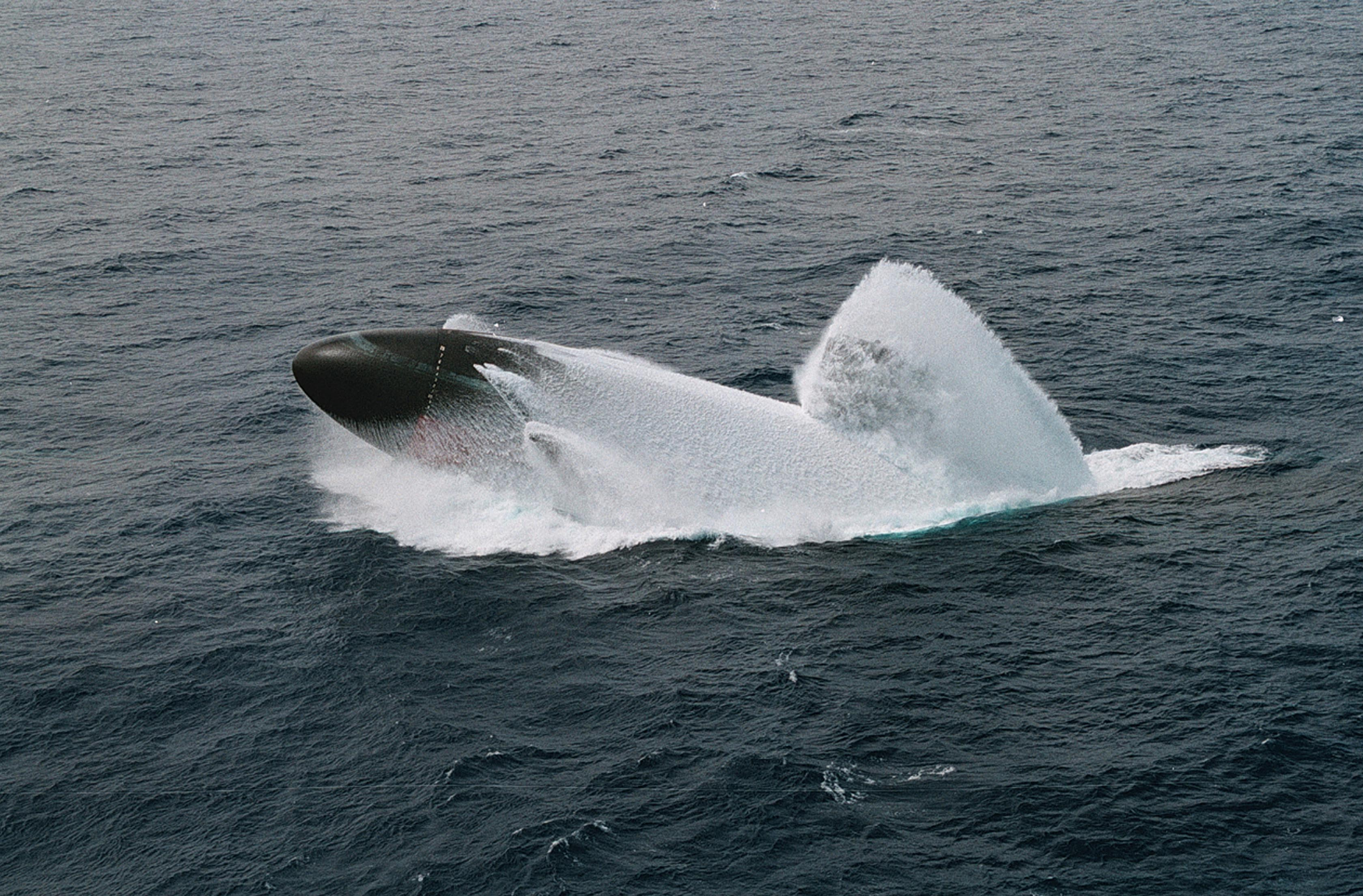
Ausblasen der USS Columbus mit Notausblaseeinrichtung

Als Ausblasen bezeichnet man in der Seemannssprache das vollständige Entleeren von Tauchzellen eines U-Bootes, sobald dieses die Wasseroberfläche (zumindest mit dem Schnorchel) 
durchstoßen hat. 
- Die vorhergehende Teilentleerung der Zellen zum Auftauchen, meist mit gespeicherter Druckluft, heißt Anblasen.
- Das gegensätzliche Verfahren – ein möglichst schnelles Abtauchen, um sich etwa vor Wasserbomben in Sicherheit zu bringen – nennt man Alarmtauchen.

Ausgeblasen wird mit einer Ausblaseeinrichtung, die entweder die Abgase des Dieselmotors in die Tauchzellen leitet oder Außenluft durch ein Gebläse hineindrückt. Der erstere Fall hat dabei den Vorteil, dass die Abgase des Dieselmotors konservierend auf die Innenwandungen der Tauchzellen wirken. Ausblaseeinrichtungen werden eingebaut, um Druckluft zu sparen. Da ein Boot bereits mit nur teilweise entleerten Tauchzellen zu steigen beginnt, kann ein erheblicher Teil des Zellenvolumens ausgeblasen werden (vor allem, wenn es einen Schnorchel gibt).
Ausblasen nennt man auch das vollständige Entleeren der Tauchzellen mit Hilfe einer Notausblaseeinrichtung. Dabei wird weder gespeicherte Druckluft noch Außenluft verwendet, sondern in der Regel durch chemische Reaktionen erzeugtes Gas aus speziellen Gasgeneratoren.
Da der Winkel und die Steiggeschwindigkeit des U-Boots beim Ausblasen sehr groß sein kann, muss die Besatzung darauf achten, dass keine Teile im Inneren des U-Boots umherfliegen.